# Ettore Rosato
Ettore Rosato (Trieste, 28 luglio 1968) è un politico italiano, dal 29 aprile 2008 deputato alla Camera, dopo esserlo stato dal 29 ottobre 2003 al 27 aprile 2006 per La Margherita, ed è stato vicepresidente della Camera dei deputati dal 29 marzo 2018 al 12 ottobre 2022, coordinatore nazionale di Italia Viva dal 30 settembre 2019 al 23 dicembre 2022 e vicesegretario di Azione dal 2024.

## Biografia
Nato a Trieste, dove nel 1987 si diploma in ragioneria all'Istituto TC Gian Rinaldo Carli, poco dopo viene assunto dalla Banca Commerciale Italiana e poi dalle Assicurazioni Generali, dov'è oggi in aspettativa. In quello stesso periodo viene eletto consigliere circoscrizionale di Trieste con la Democrazia Cristiana (DC).
Durante la crisi di Tangentopoli, richiamato alla politica dall'allora commissario della DC Elettra Dorigo, alle elezioni amministrative del 1993 si candida al consiglio comunale di Trieste, tra le liste della Democrazia Cristiana a sostegno del candidato sindaco del centro-sinistra, l'imprenditore Riccardo Illy, venendo eletto consigliere comunale e diventando nel 1995 presidente del Consiglio comunale, a soli 27 anni, il più giovane in Italia.
Nel 1994 aderisce allo scioglimento della DC e la sua trasformazione in Partito Popolare Italiano (PPI) da parte di Mino Martinazzoli.

### Corsa alla presidenza della Provincia
Alle elezioni amministrative del 2001 si candida alla presidenza della Provincia di Trieste, appoggiato da una coalizione di centro-sinistra formata dalle liste L'Ulivo, "Con Illy" (collegata al sindaco uscente di Trieste Riccardo Illy) e Federazione dei Verdi. Al primo turno, il 10 giugno, arriva secondo con il 41,21% dei voti e accede al ballottaggio con il candidato più votato,  Fabio Scoccimarro del centro-destra, con il 48,04% dei voti. Il 24 giugno Rosato viene sconfitto da Scoccimarro, con il 51,77% dei voti contro il 48,23%. Viene comunque eletto consigliere provinciale di Trieste in qualità di secondo candidato più votato.

### Consigliere regionale e Deputato
Nel 2002 Rosato aderisce alla Margherita di Francesco Rutelli, lista elettorale centrista che diviene poi partito raccogliendo il PPI, Rinnovamento Italiano di Lamberto Dini e I Democratici di Arturo Parisi, e nelle sue liste si candida alle elezioni regionali in Friuli-Venezia Giulia del 2003, a sostegno dell'ex sindaco di Trieste Riccardo Illy, ottenendo il più alto numero di preferenze e venendo eletto in consiglio regionale del Friuli-Venezia Giulia.
Sempre nel 2003 viene eletto alla Camera dei deputati,  sostenuto dalla coalizione Intesa Democratica, vincendo nell'elezione suppletiva convocata proprio per il seggio lasciato vacante da Illy.

#### Candidatura a sindaco di Trieste
Nel 2005 annuncia l'intenzione di candidarsi alle elezioni primarie de L'Unione per la scelta del candidato sindaco di Trieste, dove vince con un amplissimo margine contro il candidato sostenuto dai Democratici di Sinistra (DS) e dal Movimento Repubblicani Europei, Claudio Boniciolli. Alle elezioni amministrative del 2006 si presenta sostenuto da La Margherita, DS, Rifondazione Comunista, Federazione dei Verdi, Rosa nel Pugno, Comunisti Italiani, Italia dei Valori, Partito Pensionati, UDEUR, Nuovo PSI e le liste civiche "Cittadini per Trieste" e "Primo Rovis". Ottiene il 48,32% dei voti e accede al ballottaggio contro il sindaco uscente della Casa delle Libertà Roberto Dipiazza (48,63%). Al secondo turno del 23 aprile Rosato viene sconfitto, seppur per pochi voti, ottenendo il 49% contro il 51% di Dipiazza.

### Sottosegretario all'interno
In seguito alla nascita del secondo governo Prodi, il 17 maggio 2006 viene nominato dal Consiglio dei Ministri sottosegretario di Stato al Ministero dell'interno, affiancando il ministro Giuliano Amato, insediandosi il 18 maggio 2006 e mantenendo la carica verso la fine dell'esecutivo, l'8 maggio 2008. In qualità di sottosegretario agli interni si è occupato in particolare di vigili del fuoco, difesa civile, contrasto al racket e all'usura.

### Ritorno alla Camera e Tesoriere del gruppo PD
Alle elezioni politiche del 2008 viene ricandidato alla Camera dei deputati, e viene rieletto nelle liste del Partito Democratico. Nel corso della XVI legislatura fa parte della 4ª Commissione Difesa e del Comitato parlamentare per la sicurezza della Repubblica (COPASIR), oltre ad essere tesoriere del gruppo parlamentare del PD alla Camera.
Nel dicembre 2012 partecipa alle primarie "parlamentarie” del PD indette per scegliere i candidati per le imminenti elezioni politiche, e consegue la candidatura alla Camera dei deputati, nelle liste del PD nella circoscrizione Friuli-Venezia Giulia in terza posizione, venendo rieletto. Nella XVII legislatura della Repubblica è componente della 1ª Commissione Affari Costituzionali, della Presidenza del Consiglio e interni (2013-2015), della 14ª Commissione Politiche dell'Unione Europea (2015-2018) e del COPASIR (2016-2018), oltre ad essere segretario e delegato d'Aula del gruppo parlamentare del PD a Montecitorio.
Alle primarie del PD del 2013 sostiene la mozione, assieme alla corrente interna del PD "AreaDem" di Dario Franceschini, del sindaco di Firenze Matteo Renzi alla segreteria del PD.

### Vice-capogruppo e Capogruppo PD alla Camera
Il 28 novembre 2014 diventa il vice-capogruppo vicario del PD alla Camera, sostituendo la lettiana Paola De Micheli nominata sottosegretario di stato all'economia e le finanze nel governo Renzi. In seguito alle dimissioni di Roberto Speranza da capogruppo PD alla Camera dei deputati, il 16 giugno 2015, dopo l'esito deludente del PD alle elezioni regionali di quell'anno, Rosato viene eletto capogruppo del Partito Democratico alla Camera, su proposta del segretario del PD e presidente del Consiglio Matteo Renzi, ottenendo 239 voti su 291 deputati PD presenti al voto, sui 309 in tutto.
È stato l'ideatore della legge elettorale italiana del 2017, soprannominata per questo "Rosatellum", simile alla legge elettorale Mattarellum in vigore dal 1993 al 2005.

### Vicepresidente della Camera
Alle elezioni politiche del 2018 viene ricandidato alla Camera dei deputati, come capolista del PD nel collegio plurinominale Friuli-Venezia Giulia - 01, venendo rieletto deputato. Nel corso della XVIII legislatura fa parte della 4ª Commissione Difesa (2018-2019), della 13ª Commissione Agricoltura (2019-2020; 2021-2022), della 1ª Commissione Affari Costituzionali, della Presidenza del Consiglio e interni (2019; 2020-2021) e della 12ª Commissione Affari sociali (2021) ed è stato vicepresidente dell'ufficio di presidenza della Camera, eletto con 145 voti, e presidente del Comitato di vigilanza sull'attività di documentazione.
In vista delle primarie del PD del 2019 sostiene la mozione del segretario uscente Maurizio Martina, ex ministro delle politiche agricole nel governo Renzi e nel governo Gentiloni, e rappresentante l'area "filo-renziana" del partito, che risulta perdente, arrivando secondo con il 22% dei voti dietro a Nicola Zingaretti (66%).
A seguito della scissione nel PD da parte del gruppo dei parlamentari renziani, Rosato aderisce nel settembre 2019 ad Italia Viva, partito fondato da Matteo Renzi di stampo liberale e centrista, di cui diventa successivamente coordinatore insieme a Teresa Bellanova, carica che si trasforma in presidente.
Durante l'elezione del Presidente della Repubblica del 2022 ottiene 6 voti al primo scrutinio e 14 voti al secondo scrutinio.

### Segretario del COPASIR
Alle elezioni politiche anticipate del 2022 viene ricandidato alla Camera, come capolista della lista elettorale Azione - Italia Viva nei collegi plurinominali Campania 1 - 01, Campania 1 - 02,  e Friuli-Venezia Giulia - 01, risultando rieletto in Campania 1 - 02. Nella XIX legislatura della Repubblica è membro della 3ª Commissione Affari esteri e comunitari, del provvisorio Comitato parlamentare per la sicurezza della Repubblica (COPASIR) e successivamente segretario del COPASIR.
Il 23 dicembre 2022 cede la carica di presidente a Matteo Renzi, dopo alcune modifiche «statutarie che valorizzino anche un maggior impegno, in prima persona, di Matteo Renzi».
Il 1º ottobre 2023, dopo un periodo di contrasti con Renzi, annuncia l'addio ad Italia Viva, dichiarando di voler riprendere il confronto con Azione di Carlo Calenda senza però iscriversi al partito. Successivamente fonda con Elena Bonetti il movimento "Popolari Europeisti Riformatori", che collaborerà con il partito di Calenda in vista delle elezioni europee del 2024.
Il 29 gennaio 2024 viene annunciato l'ingresso in Azione di Bonetti e di Rosato, e Rosato diventa vicesegretario delegato all’organizzazione, anche per le elezioni europee di giugno.